# تپه نمدون
تپه نمدون مربوط به سده‌های میانه دوران‌های تاریخی پس از اسلام است و در شهرستان مشهد، بخش مرکزی، دهستان کنویست، ۲۵۰ متری روستای شرشر، شرق پاسگاه هلالی واقع شده و این اثر در تاریخ ۲۷ اسفند ۱۳۸۶ با شمارهٔ ثبت ۲۲۳۰۶ به‌عنوان یکی از آثار ملی ایران به ثبت رسیده است.